# 松澤可苑
松澤 可苑（まつざわ かのん、2004年7月22日 - ）は、日本の女優、元子役。東京都出身。スペースクラフト・エージェンシー所属。

## 人物
身長160cm。
趣味は映画鑑賞、身体を動かすこと、けん玉、一輪車。特技はチアダンス。

## 出演作品

### テレビドラマ
- 木曜ドラマ / ビンタ!〜弁護士事務員ミノワが愛で解決します〜 第3話（2014年、読売テレビ）
- 金曜プレミアム / 女医・倉石祥子 第4作（2016年、フジテレビ） - 高倉アイ 役
- ガールズ×戦士シリーズ（テレビ東京）
  - アイドル×戦士 ミラクルちゅーんず! 第1話（2017年）
  - 魔法×戦士 マジマジョピュアーズ!（2018年 - 2019年） - 平野菜々美 役
- ドラマイズム / 咲-Saki- 阿知賀編 episode of side-A 第1話（2016年、MBS） - 松実玄（中学1年生時） 役
- 日曜プライム / 終着駅シリーズ 第33作（2018年、テレビ朝日） - 七条由香（高校生時） 役
- 真夜中ドラマ / 江戸前の旬 season1 第3話（2018年、BSテレ東） - 麻生夏海（少女期） 役
- 土曜ドラマ / スペシャル 後編（2019年、NHK総合） - 新造 役
- CODE1515（2020年、BSフジ） - 星奈祈里 役
- 光秀のスマホ 歳末の陣（2020年、NHK総合）
  - 第4話 - スチール出演
  - 第6話 - 玉 役
- こころのフフフ（2021年、WOWOW） - 富永加恋 役
- 火曜ACTION! / City Lives（2023年、フジテレビ） - 川井 役
- 仮面ライダーガッチャード 第30話・第31話・第49話（2024年4月7日・14日・8月18日、テレビ朝日） - 九十九静奈 役

### テレビ番組
- おはスタ645（テレビ東京）
- Eダンスアカデミー シーズン4（2016年、NHK Eテレ） - カノン
- 踊る!さんま御殿!!（日本テレビ） - 再現VTR

### 映画
- 渋谷TANPEN映画祭CLIMAXat佐世保 短編映画「さいごのわがまま」（2019年）
- ピートと秘密の友達 日本語吹き替え版（2016年、ウォルト・ディズニー・スタジオ・モーション・ピクチャーズ） - ナタリー 役
- 咲-Saki-阿知賀編 episode of side-A（2017年） - 松実玄（中学1年生時） 役
- かぞくあわせ 第三話「はなればなれになる前に」（2019年、ルネサンスデザイニング） - 澄元円⾹ 役
- 鬼ガール!!（2020年、SDP） - 「鬼ロック」チーム ベース担当 役
- 冬子の夏（2023年） - クラスメイト 役
- ブルーを笑えるその日まで（2023年） - 安藤加奈子 役、坂田ダイスケ 役

### オリジナルビデオ
- 仮面ライダー555 20th パラダイス・リゲインド（2024年、東映ビデオ） - ケイ / クイナオルフェノク 役
- 仮面ライダーガッチャード GRADUATIONS（2025年、東映ビデオ） - 九十九静奈 役[5]

### 配信ドラマ
- フジコ 第2話（2015年、Hulu） - 女の子 役
- 「私の卒業プロジェクト」第二期メンバー ショートムービー「僕らはいつだって遠回りしている」（2021年） - 篠原楓 役
- 仮面ライダー555殺人事件（2024年、東映特撮YouTube Official・東映特撮ファンクラブ） - ケイ 役

### CM
- パイロットインキ
  - 「なかよしコレクション」
  - 「ハグミン」
- セガトイズ 「プーチ」
- バンダイ
  - 「カラオケランキンパーティ」
  - 「ケンダマクロス」 「君もできる」編
  - 「アイカツプラネット!」
- チャンバーメディア 「街婚フェスタ」
- ハウス食品「バーモントカレー」 「夏」編
- 山崎製パン 「グッドモーニング」編
- エレコム 「ELECOM Bridge DNA」
- エースコンタクト 「恋はMOKUMOKU コンタクトレンズで楽しい学校生活を!」
- カプコン 「モンスターハンターライズ」 「心の声」篇
- 家庭教師のトライ
- P&G 「レノア超消臭」「みんなの不満」編
- 臨海セミナー
- ファミリーマート 「思い出の味、スライスオフライフ」編
- JX金属

### MV
- After the Rain 「四季折々に揺蕩いて」（2017年）
- けいちゃん 「パスピエ」（2021年） - いじめっ子
- SUPER BEAVER 「東京」（2022年）
- kalmia「銀木犀」（2022年）

### WEB
- シークフェルトのえ〜でるラジオ
- サントリー 「ソフトドリンクキャンペーン」
- 花王 「リセッシュ」
- NISSAN NOTE e-POWER
- DHCテレビ 「#渋谷オルガン坂生徒会」
- ベネッセコーポレーション 「進研ゼミ中学講座」 「AI学習アシスタント」
- 少女記録-shoujokiroku-
- バンダイ
  - 「デジモンプロジェクト2021PV 「Next Chapter: Digivice-V-」（2021年）
  - 「データカードダス」 「アイカツプラネット!」イメージPV
- エースコンタクト「埼玉限定プロモーション」
- 臨海セミナー
- カタログハウス
  - 「のどミスト」
  - 「通販生活」 「薄焼きいわし」インフォマーシャル
- チュッパチャップス
- 伊勢丹 「はれふりそで2022」

### 舞台・ミュージカル
- ブシロード 15周年LIVE
- 少女☆歌劇 レヴュースタァライト - 大賀美詩呂
  - -The LIVE エーデル- Delight（2022年、天王洲 銀河劇場）
  - -The STAGE 中等部- Regalia（2022年、飛行船シアター）
  - -The STAGE 中等部- Rebellion（2023年、飛行船シアター）
  - -The STAGE 中等部- Remains（2024年、飛行船シアター）
  - -The LIVE 青嵐- Baby Blue（2024年、飛行船シアター）
  - -The STAGE 中等部- Rerise（2025年、飛行船シアター）
- 東京印 vol.23公演「あの春の約束を歩き出す君のために2023」 - ハナコ
- 劇団シアターザロケッツ produce vol.8「佐山家シンフォニア〜夏〜」（2023年、テアトルBONBON）
- シークフェルト音楽学院中等部 1st単独LIVE（2023年）
- スクールアイドルミュージカル 2024年公演（2024年、THEATER MILANO-Za） - 三笠マーヤ
- イリス・ノワール -魔鏡のクリス-（2025年、六行会ホール）[6]

### 雑誌
- 新潮社 「ニコ☆プチ」
- 小学館 「Sho-Comi」
- 文友舎 「Chu→Boh」16期生

### スチール
- ベネッセコーポレーション 進研ゼミ小学講座「チャレンンジ4年生」
- Kidsonline
- Jette
- Jolly
- BANDAIアパレル
- 野村不動産 「オハナ淵野辺ガーデニア」
- デュポン 「農薬」
- RONI
- ライフ
- アプロンアパレル 「ユニフォーム」
- ファミリーマート 「懐かしの看板商品復活祭」編
- ふりそでMODE 「JK前撮り」
- 野田鎌田学園 「入学案内」
- 通信高校 「入学案内」パンフレット&ポスターモデル
- ベイシア 「群馬県高校制服」
- 読売中高生新聞 「資生堂ページ」
- しまむら
- イオン

### ショー
- 「JENNI」（2016年） - ブランドイメージモデル「JENNIガール」
- 新潮社 「ニコ☆プチ」 「ディアキッズコレクション」
- 東京トップキッズコレクション

### イベント
- シークフェルト流 伝説のしごき「TALK&LIVE」
- アニメ全国交流プログラム
- スタリラ祭2022
- 東京コミコン2022
- -The LIVE エーデル-Delight- Blu-rayリリースイベント
- ブシロード新春大発表会2023
- 全国交流プロジェクト
- #D4DJ DJ＿TIME CLUB
- Animelo Summer Live（2022年） - 「シークフェルト音楽学院中等部」のメンバーとしてチラシを配布

### ゲーム
- 少女☆歌劇 レヴュースタァライト -Re LIVE-（2022年、大賀美詩呂[7]）

## ディスコグラフィ

### キャラクターソング
| 発売日         | 商品名                                         | 歌                                                                     | 楽曲                                                  | 備考                                                                      |
| -------------- | ---------------------------------------------- | ---------------------------------------------------------------------- | ----------------------------------------------------- | ------------------------------------------------------------------------- |
| 2022年4月20日  | Delight to me!【エーデル ver.】                | シークフェルト音楽学院中等部                                           | 「シークレット☆リトルスタァズ」                       | 舞台『少女☆歌劇 レヴュースタァライト -The LIVE エーデル- Delight』関連曲  |
| 2022年10月12日 | Regalia -継承- /アフレぐ!〜Aufregendes leben〜 | シークフェルト音楽学院中等部                                           | 「Regalia -継承-」                                    | 舞台『少女☆歌劇 レヴュースタァライト -The STAGE 中等部- Regalia』主題歌   |
| 2022年10月12日 | Regalia -継承- /アフレぐ!〜Aufregendes leben〜 | シークフェルト音楽学院中等部                                           | 「アフレぐ!〜Aufregendes leben〜」                    | 舞台『少女☆歌劇 レヴュースタァライト -The STAGE 中等部- Regalia』関連曲   |
| 2023年6月7日   | Rebellion/ユメみロ                             | シークフェルト音楽学院中等部                                           | 「Rebellion」                                         | 舞台『少女☆歌劇 レヴュースタァライト -The STAGE 中等部- Rebellion』主題歌 |
| 2023年6月7日   | Rebellion/ユメみロ                             | シークフェルト音楽学院中等部                                           | 「ユメみロ」                                          | 舞台『少女☆歌劇 レヴュースタァライト -The STAGE 中等部- Rebellion』関連曲 |
| 2024年7月3日   | Remains/夢のプレリュード                       | シークフェルト音楽学院中等部                                           | 「Remains」                                           | 舞台『少女☆歌劇 レヴュースタァライト -The STAGE 中等部- Remains』主題歌   |
| 2024年7月3日   | Remains/夢のプレリュード                       | シークフェルト音楽学院中等部                                           | 「夢のプレリュード」                                  | 舞台『少女☆歌劇 レヴュースタァライト -The STAGE 中等部- Remains』関連曲   |
| 2024年12月25日 | Kleinod                                        | 大賀美詩呂（松澤可苑）・高千穂ステラ（青木陽菜）・小鳩良子（深川瑠華） | 「瞬くキズナ」                                        | 『少女☆歌劇 レヴュースタァライト』関連曲                                  |
| 2024年12月25日 | Kleinod                                        | 大賀美詩呂（松澤可苑）・森保クイナ（佐當友莉亜）                       | 「アストレア」                                        | 『少女☆歌劇 レヴュースタァライト』関連曲                                  |
| 2024年12月25日 | Kleinod                                        | シークフェルト音楽学院中等部                                           | 「憧れた空からの眺め」                                | 『少女☆歌劇 レヴュースタァライト』関連曲                                  |
| 2025年6月4日   | Rerise                                         | シークフェルト音楽学院中等部                                           | 「Rerise」                                            | 舞台『少女☆歌劇 レヴュースタァライト -The STAGE 中等部- Rerise』主題歌    |
| 2025年6月4日   | Rerise                                         | シークフェルト音楽学院中等部                                           | 「真夏の夜の恋騒ぎ」 「Let's call me little prince!」 | 舞台『少女☆歌劇 レヴュースタァライト -The STAGE 中等部- Rerise』関連曲    |

### ユニットメンバー
1. 1 2  高千穂ステラ（青木陽菜）、大加美詩呂（松澤可苑）、小鳩良子（深川瑠華）、海辺みんく（久家心）、森保クイナ（佐當友莉亜）